# Молдън
Молдън (на английски: Malden) е град в окръг Уитман, щата Вашингтон, САЩ. Молдън е с население от 215 жители (2000) и обща площ от 1,7 km². Намира се на 652 m надморска височина. ЗИП кодът му е 99149, а телефонният му код е 509.